# Mihai Tararache
Mihai Tararache (Bucarest, Muntènia, 25 d'octubre de 1977) és un futbolista romanès que actualment juga de centrecampista al primer equip del MSV Duisburg.